# Петер Ян Бекс
Петер Ян Бекс Т. І. (нід. Peter Jan Beckx, фр. Pierre-Jean Beckx; 8 лютого 1795 — 4 березня 1887, Рим) — бельгійський єзуїт, двадцять другий Генеральний настоятель Товариства Ісуса.

## Життєпис
Петер Ян Бекс народився 8 лютого 1795 року в Бельгії у бідній сім'ї. Два місяці перед його народженням помер його батько. Він був єдиною дитиною в сім'ї, котра вижила, його брат і сестра померли в дитинстві. За допомогою благодійників закінчив школу в місті Арсхот. В 1815 вступив до семінарії у Мехелені, після закінчення був висвячений на священника 6 березня 1819 року і призначений на парафію в Уккел. Через 8 місяців покинув парафію і 29 жовтня 1819 року вступив до єзуїтів в Гільдесгаймі. Після новіціату протягом трьох років вивчав богослов'я. За цей період досконало опанував німецьку мову.
У 1825 році герцог і герцогиня Ангальт-Кетена навернулися на католицьку віру і попросили у єзуїтів надіслати їм придворного капелана. Бекс був призначений на цю посаду і переїхав до міста Кетен, де за короткий час навернув у католицтво понад 200 осіб. Після смерті герцога в 1930 році Бекс відправився у Відень, де довгий час був єдиним єзуїтом. Незабаром його активна діяльність та полум'яні проповіді принесли йому популярність, тодішній генерал ордена Ян Ротан доручив йому від імені Товариства Ісуса вести переговори про відкриття єзуїтських шкіл у Граці, Інсбруці і Лінці.
У 1842 році переїхав до Риму, де кілька років поглиблював освіту, вивчаючи канонічне право. У 1848 році був посланий на батьківщину, де очолив єзуїтську колегію в Левені, проте керівництво ордена вирішило, що Бекс більш цінний для Товариства в Австрії, де єзуїти стикнулися з серйозними труднощами. У 1852 році Петер Ян повернувся в австрійську столицю вже як провінційний настоятель.

## Генерал Товариства Ісуса
У червні 1853 року на Генеральній конгрегації ордену Петер Ян Бекс був обраний двадцять другим генералом ордену замість Яна Ротана, який помер за місяць до цього.
Роки, коли Петер Ян Бекс керував Товариством Ісуса виявилися для єзуїтів дуже складними. У 1858 році вони були вигнані з Іспанії, роком пізніше з Королівства Обох Сицилій. У 1872 році єзуїти зазнали репресій у Німеччині, в 1880 році у Франції та французьких колоніях. У 1873 році єзуїти були змушені покинути Рим. Бекс переніс курію до міста Ф'єзоле, де вона перебувала до 1895 року. Незважаючи на переслідування єзуїти під керівництвом Бекса не припиняли місіонерську діяльність, були засновані нові місії на Кубі (1853 рік), в Колумбії (1858 рік), Філіппінах (1859 рік), Мадагаскарі (1861 рік), Австралії (1882 рік) та інших місцях.
Ян Петер Бекс приділяв велику увагу інтелектуальній та видавничій діяльності Товариства. При ньому були засновані журнали «The Month» (Лондон, 1864), «Etudes» (Париж, 1865), «Stimmen aus Maria-Laach» (Німеччина, 1865) та деякі інші.
У 1883 Бексу було 88 років, 30 з яких він провів на посаді генерала Товариства. У зв'язку з поганим станом здоров'я за його ініціативою була скликана Генеральна конгрегація, на якій швейцарець Антон Андерледі був обраний Генеральним вікарієм ордену і став його фактичним главою. Бекс зберіг за собою титул Генерала, але повністю відійшов від справ. Помер він чотирма роками пізніше в Римі у віці 92 років.
Тридцятирічний термін Бекса став третім за тривалістю в історії єзуїтів. Період припав на бурхливі події другої половини XIX століття, що сильно змінили ситуацію в Європі та у Католицькій церкві. Багато в чому завдяки грамотному керівництву Бекса Товариство зуміло у важкі часи не тільки вижити, але й розвинутися, засновуючи нові провінції і місіонерські пункти.
Головна богословська праця Яна Петера Бекса «Der Monat Maria», видана у 1838 році у Відні пережила більше 30 видань в Німеччині і була перекладена на багато мов світу.